# Nordin Wooter
Nordin Wooter (ur. 24 sierpnia 1976 w Paramaribo, Surinam) – piłkarz holenderski grający na pozycji prawego pomocnika.

## Życiorys
Rodzice Wootera pochodzą z Surinamu i tam też przyszedł na świat Nordin. Potem cała rodzina wyemigrowała do Amsterdamu. Nordin przygodę z piłką rozpoczął w juniorach Ajaksu Amsterdam, a w 1994 roku awansował do pierwszej drużyny. W Eredivisie zadebiutował 28 sierpnia w wygranym 3:1 meczu z RKC Waalwijk. W tym samym sezonie zdobył swoją pierwszą bramkę w lidze, a następnie wywalczył mistrzostwo Holandii oraz Puchar Mistrzów, pomimo że w finale z A.C. Milan (1:0) nie zagrał. W kolejnych dwóch sezonach Wooter był rezerwowym w Ajaksie, ale w ataku pewne miejsce mieli wówczas Patrick Kluivert, Jari Litmanen czy Nwankwo Kanu. Mimo to w 1996 roku wywalczył zarówno Superpuchar Europy, jak i swoje drugie mistrzostwo Holandii.
W 1997 roku Wooter przeszedł do Realu Saragossa. W Primera División Holender zadebiutował 31 sierpnia w przegranym 1:2 wyjazdowym meczu z Celtą Vigo. W Realu nie grał jednak w wyjściowej jedenastce i przez 2 lata rozegrał zaledwie 32 mecze w lidze. Zimą 2000 Wooter odszedł do angielskiego Watfordu, z którym spadł z Premiership. Przez kolejne 2 sezony grał w Division One, a na sezon 2002/2003 wrócił do Holandii i grał w RBC Roosendaal, z którym zajął 13. pozycję w lidze.
W 2003 roku Wooter znów wyjechał za granicę i tym razem trafił aż do Portugalii, gdzie grał przez sezon w Sportingu Braga. Pobytu w Bradze nie mógł raczej zaliczyć do udanych, gdyż jako rezerwowy zagrał ledwie w 19 meczach i nie zdobył gola dla piątej drużyny ligi. W 2004 roku Nordin rundę jesienną spędził w cypryjskim Anorthosisie Famagusta Larnaka i jego 7 goli zrobiło wrażenie na władzach Panathinaikosu AO i już zimą 2005 ściągnęli oni prawoskrzydłowego do siebie. Wywalczył z Panathinaikosem wicemistrzostwo Grecji, ale w sezonie 2005/2006 zagrał tylko w 9 meczach ligowych oraz w Lidze Mistrzów (w eliminacjach zagrał m.in. w dwumeczu z Wisłą Kraków). Od początku sezonu 2006/2007 Wooter był zawodnikiem tureckiego Sivassporu, skąd jednak odszedł i w sezonie 2007/2008 grał w AEK Larnaka na Cyprze. W 2008 roku zakończył tam karierę.
| Sezon   | Klub                 | Kraj       | Rozgrywki                      | Mecze | Bramki |
| ------- | -------------------- | ---------- | ------------------------------ | ----- | ------ |
| 1994/95 | AFC Ajax             | Holandia   | Eredivisie                     | 5     | 1      |
| 1995/96 | AFC Ajax             | Holandia   | Eredivisie                     | 25    | 2      |
| 1996/97 | AFC Ajax             | Holandia   | Eredivisie                     | 28    | 3      |
| 1997/98 | Real Saragossa       | Hiszpania  | Primera División               | 14    | 1      |
| 1998/99 | Real Saragossa       | Hiszpania  | Primera División               | 18    | 0      |
| 1999/00 | Real Saragossa       | Hiszpania  | Primera División               | 0     | 0      |
| 1999/00 | Watford F.C.         | Anglia     | Premiership                    | 20    | 1      |
| 2000/01 | Watford F.C.         | Anglia     | Division One                   | 26    | 1      |
| 2001/02 | Watford F.C.         | Anglia     | Division One                   | 17    | 1      |
| 2002/03 | RBC Roosendaal       | Holandia   | Eredivisie                     | 29    | 2      |
| 2003/04 | SC Braga             | Portugalia | Superliga                      | 19    | 0      |
| 2004/05 | Anorthosis Famagusta | Cypr       | Division A                     | 14    | 7      |
| 2004/05 | Panathinaikos AO     | Grecja     | Alpha Ethniki                  | 12    | 0      |
| 2005/06 | Panathinaikos AO     | Grecja     | Alpha Ethniki                  | 9     | 1      |
| 2006/07 | Sivasspor            | Turcja     | Superliga                      | 10    | 3      |
| 2007/08 | AEK Larnaka          | Cypr       | Division A                     | 11    | 2      |
|         |                      |            | Łącznie w Eredivisie           | 87    | 8      |
|         |                      |            | Łącznie w Primera División     | 32    | 1      |
|         |                      |            | Łącznie w Premiership          | 20    | 1      |
|         |                      |            | Łącznie w Superlidze           | 19    | 0      |
|         |                      |            | Łącznie w cypryjskiej 1. lidze | 25    | 9      |
|         |                      |            | Łącznie w Alpha Ethniki        | 21    | 1      |